# أندريا بيلي
أندريا بيلي (بالإنجليزية: Andrea Belli)‏ هو مهندس معماري مالطي، ولد في 13 أكتوبر 1703 في فاليتا في مالطا، وتوفي في 19 أكتوبر 1772.